# Citroën CX
Citroën CX — автомобіль виробництва французького автовиробника Citroën, що виготовлявся з 1974 по 1991 рік. Всього протягом 16 років було продано 1 170 645 автомобілів Citroën CX. В 1975 році CX був визнаний Європейським автомобілем року. Назва CX є французьким еквівалентом абревіатури Cx для позначення коефіцієнта аеродинамічного опору на англійській мові, звернувши увагу на аеродинамічний дизайн автомобіля, який був рідкістю в 1974 році. Сx цієї моделі дорівнював 0,37.

Citroën CX 22 TRS

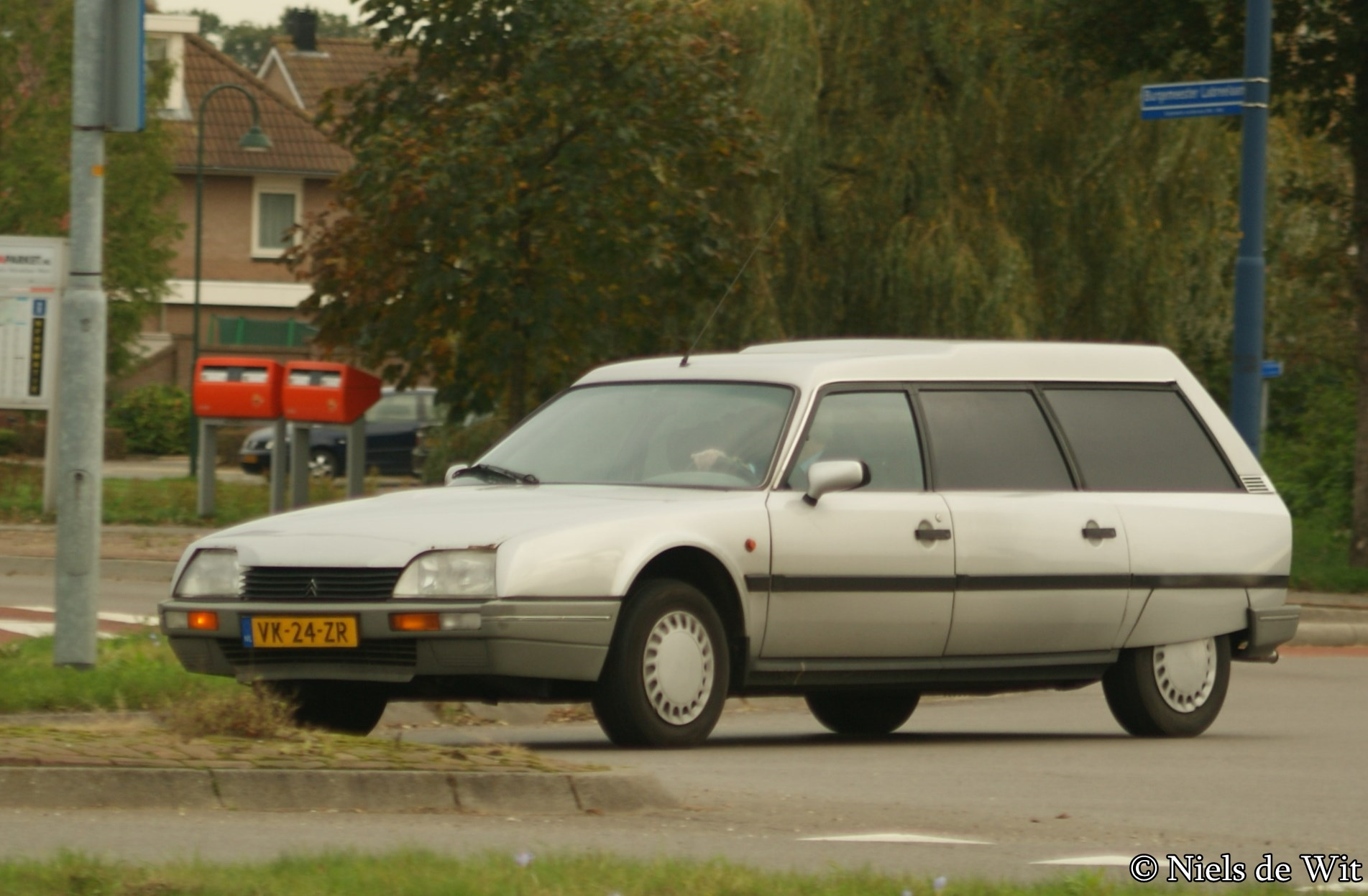
Citroën CX TGD Break

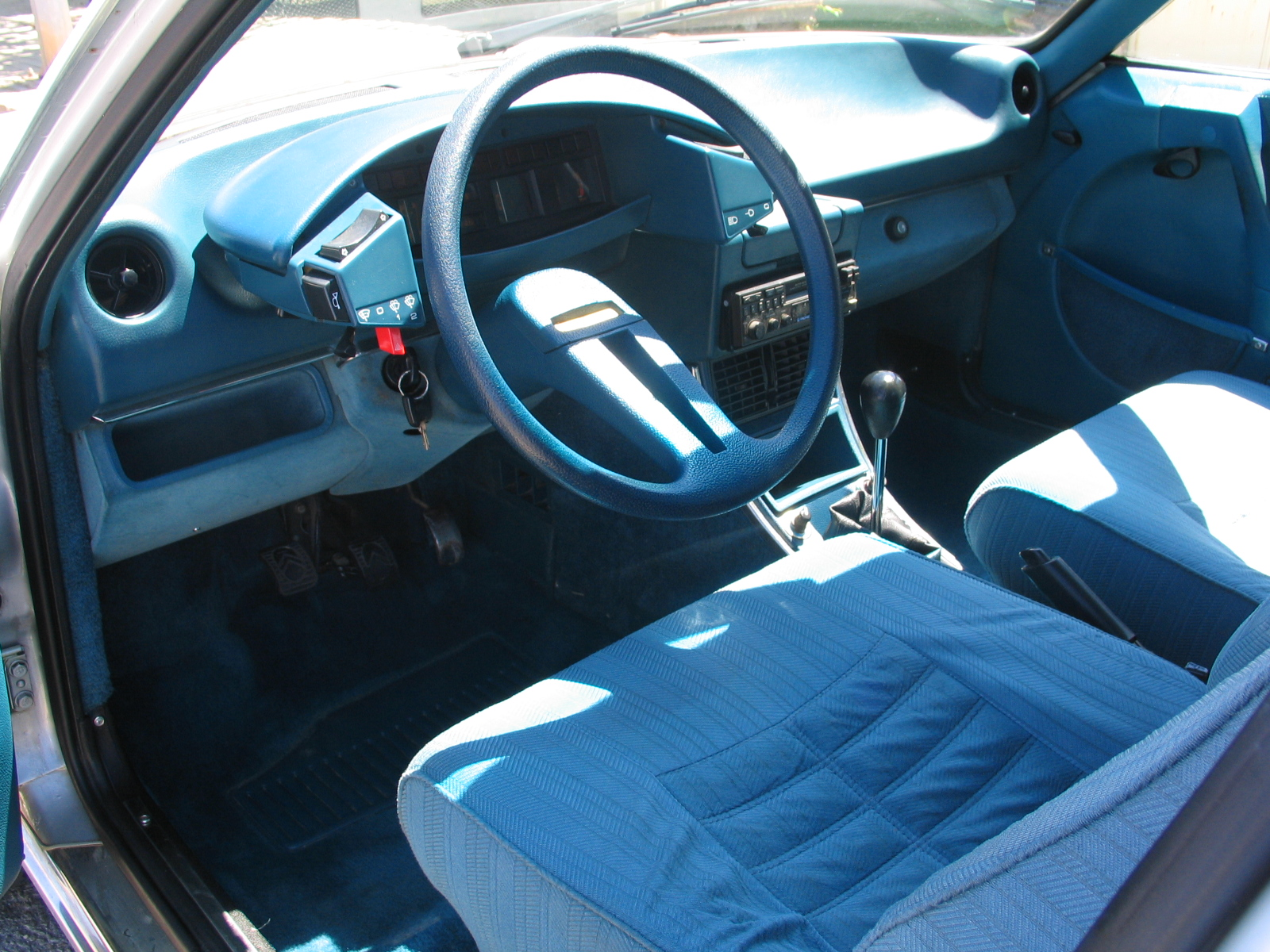

Деякими ентузіастами він був названий останнім «справжнім Citroën», так як після випуску цієї моделі в 1976 році інший французький автовиробник - Peugeot об'єднався з Citroën в PSA. Також CX став останнім успішним авто з серії «Big Citroën», яка почалася ще в 1934 році.
В CX використовується унікальна гідропневматична самовирівнююча система підвіски.
CX був доступний в трьох варіантах - фастбек, універсал і подовжений фастбек (зі збільшеною колісною базою) на базі універсала.

## Двигуни
- 2.0L I4
- 2.2L I4
- 2.3L I4
- 2.4L I4
- 2.5L Diesel I4